# Ваймор (Небраска)
Ваймор (англ. Wymore) — місто (англ. city) в США, в окрузі Ґейдж штату Небраска. Населення — 1377 осіб (2020).

## Географія
Ваймор розташований за координатами 40°7′19″ пн. ш. 96°39′51″ зх. д. / 40.12194° пн. ш. 96.66417° зх. д. (40.121819, -96.664159).  За даними Бюро перепису населення США в 2010 році місто мало площу 4,93 км², з яких 4,85 км² — суходіл та 0,08 км² — водойми.

## Демографія
Згідно з переписом 2010 року, у місті мешкало 1457 осіб у 647 домогосподарствах у складі 369 родин. Густота населення становила 296 осіб/км².  Було 755 помешкань (153/км²).
Расовий склад населення:
| - 95,3 % — білих - 0,8 % — корінних американців - 0,1 % — чорних або афроамериканців - 1,4 % — осіб інших рас |

До двох чи більше рас належало 2,3 %. Частка іспаномовних становила 2,4 % від усіх жителів.
За віковим діапазоном населення розподілялося таким чином: 22,2 % — особи молодші 18 років, 54,5 % — особи у віці 18—64 років, 23,3 % — особи у віці 65 років та старші. Медіана віку мешканця становила 46,8 року. На 100 осіб жіночої статі у місті припадало 86,3 чоловіків;  на 100 жінок у віці від 18 років та старших — 84,1 чоловіків також старших 18 років.
Середній дохід на одне домашнє господарство  становив 45 538 доларів США (медіана — 35 950), а середній дохід на одну сім'ю — 57 911 долар (медіана — 55 521). Медіана доходів становила 38 958 доларів для чоловіків та 28 594 долари для жінок. За межею бідності перебувало 14,0 % осіб, у тому числі 15,4 % дітей у віці до 18 років та 17,2 % осіб у віці 65 років та старших.
Цивільне працевлаштоване населення становило 624 особи. Основні галузі зайнятості: виробництво — 24,4 %, освіта, охорона здоров'я та соціальна допомога — 21,6 %, роздрібна торгівля — 13,8 %, публічна адміністрація — 9,1 %.